# Radowice
Radowice – wieś w Polsce położona w województwie lubuskim, w powiecie zielonogórskim, w gminie Trzebiechów.
Przez wieś przepływa Gniła Obra.
Do 1938 roku wieś nazywała się Radewitsch, w latach 1938–1945 Fruechtenau.
Dawniej we wsi znajdowała się cegielnia – dziś w ruinie.
We wsi była stacja kolejowa Radowice.
W latach 1975–1998 miejscowość administracyjnie należała do województwa zielonogórskiego.